# Final da Copa Sul-Americana de 2024
A final da Copa Sul-Americana de 2024 foi a 23.ª final da Copa Sul-Americana, torneio continental organizado anualmente pela Confederação Sul-Americana de Futebol (CONMEBOL). A partida final foi disputada em 23 de novembro na cidade de Assunção, capital do Paraguai, tendo como protagonistas os clubes Racing e Cruzeiro, ambos em busca do primeiro título da competição. O Racing venceu a decisão por 3–1 e além do título foi bonificado com vaga direta para a Copa Libertadores da América de 2025 e para a Recopa Sul-Americana de 2025.

## Escolha da sede
Em abril de 2024, a CONMEBOL anunciou que a decisão, marcada para 23 de novembro, seria realizada novamente na cidade de Assunção, no Paraguai, retornando à capital paraguaia desde a primeira final única, em 2019. Em 7 de outubro foi confirmado que o Estádio General Pablo Rojas seria o local da decisão.

## Final
O Racing venceu o Cruzeiro por 3 a 1 na final da Copa Sul-Americana 2024, conquistando seu primeiro título na competição. A partida foi realizada no Estádio La Nueva Olla, em Assunção, Paraguai. Os argentinos dominaram o primeiro tempo, marcando com Martirena e Adrián Martínez. O Cruzeiro reagiu no segundo tempo, diminuindo com Kaio Jorge, mas Roger Martínez sacramentou a vitória no final. 
| 23 de novembro | Racing                                            | 3 – 1     | Cruzeiro       | Estádio General Pablo Rojas, Assunção |
| 17:00 (UTC−3)  | Martirena 15' · Martínez 20' · Roger Martínez 95' | Relatório | Kaio Jorge 52' | Árbitro: URU Esteban Ostojich         |

| 0 | Racing | Cruzeiro | 0 |

|                          |    |                        |       |     |
|                          |    |                        |       |     |
| G                        | 21 | Gabriel Arias          |       |     |
| Z                        | 3  | Marco Di Cesare        | 83'   |     |
| Z                        | 13 | Santiago Sosa          |       |     |
| Z                        | 2  | Agustín García Basso   | 59'   |     |
| LD                       | 15 | Gastón Martirena       |       |     |
| M                        | 5  | Juan Nardoni           | 81'   |     |
| M                        | 32 | Agustín Almendra       |       | 56' |
| LE                       | 27 | Gabriel Rojas          |       |     |
| M                        | 8  | Juan Fernando Quintero |       | 87' |
| A                        | 9  | Adrián Martínez        |       | 75' |
| A                        | 7  | Maximiliano Salas      |       |     |
| Substitutos:             |    |                        |       |     |
| G                        | 25 | Facundo Cambeses       |       |     |
| Z                        | 6  | Nazareno Colombo       |       |     |
| Z                        | 30 | Leonardo Sigali        |       |     |
| Z                        | 34 | Facundo Mura           |       |     |
| Z                        | 35 | Santiago Quirós        |       |     |
| M                        | 4  | Martín Barrios         |       |     |
| M                        | 22 | Baltasar Rodríguez     |       |     |
| M                        | 36 | Bruno Zuculini         |       | 56' |
| A                        | 10 | Roger Martínez         | 90+6' | 75' |
| A                        | 12 | Luciano Vietto         |       |     |
| A                        | 17 | Johan Carbonero        |       |     |
| A                        | 28 | Santiago Solari        |       | 87' |
| Técnico:                 |    |                        |       |     |
| Argentina Gustavo Costas |    |                        |       |     |

| G              | 1  | Cássio           |       |     |
| LD             | 12 | William          |       |     |
| Z              | 43 | João Marcelo     |       |     |
| Z              | 25 | Lucas Villalba   |       |     |
| LE             | 3  | Marlon           |       | 85' |
| M              | 20 | Walace           |       | 30' |
| M              | 29 | Lucas Romero     | 42'   | 78' |
| V              | 97 | Matheus Henrique |       |     |
| M              | 10 | Matheus Pereira  | 82'   |     |
| A              | 30 | Gabriel Veron    |       |     |
| A              | 19 | Kaio Jorge       |       |     |
| Substitutos:   |    |                  |       |     |
| G              | 98 | Anderson         |       |     |
| Z              | 2  | Wesley Gasolina  |       |     |
| Z              | 5  | Zé Ivaldo        |       |     |
| Z              | 6  | Kaiki            |       |     |
| Z              | 34 | Jonathan Jesus   |       |     |
| M              | 7  | Mateus Vital     |       |     |
| M              | 16 | Lucas Silva      | 45+3' | 30' |
| M              | 17 | Ramiro           |       |     |
| M              | 21 | Álvaro Barreal   |       | 78' |
| M              | 33 | Fabrizio Peralta |       |     |
| A              | 26 | Lautaro Díaz     |       | 78' |
| A              | 69 | Kaique Kenji     |       | 85' |
| Técnico:       |    |                  |       |     |
| Fernando Diniz |    |                  |       |     |

| Bandeirinhas: URU Nicolás Tarán URU Carlos Barreiro Quarto árbitro: URU Gustavo Tejera Quinto árbitro: PAR Eduardo Britos Árbitro assistente de vídeo: URU Leodán González Árbitro assistente do árbitro de vídeo: URU Richard Trinidad PAR Derlis López URU Andrés Cunha | Regulamento - 90 minutos - 30 minutos de prorrogação caso haja empate no tempo normal - Persistindo o empate, o vencedor será decidido nas penalidades máximas - Doze jogadores substitutos - Máximo de cinco substituições, com uma sexta sendo permitida em caso de prorrogação |